# David E. Goldberg
David E. Goldberg (* 1953) ist Professor im Fachbereich „Industrial and Enterprise Systems Engineering“ (IESE) an der University of Illinois at Urbana-Champaign. Er ist einer der führenden Wissenschaftler im Gebiet der Genetischen Algorithmen. Goldberg ist Autor eines der meistzitierten Bücher über Künstliche Intelligenz und Informatik im Allgemeinen: Genetic Algorithms in Search, Optimization, and Machine Learning und Mitbegründer der derzeit größten Konferenz im Gebiet der Genetischen Algorithmen: die Genetic and Evolutionary Computation Conference (GECCO). Darüber hinaus ist er der Leiter eines der renommiertesten Forschungslabors des Gebiets: dem Illinois Genetic Algorithms Laboratory (IlliGAL).

## Werke

### PhD-Dissertation
- Computer-aided gas pipeline operation using genetic algorithms and rule learning, PhD thesis. University of Michigan. Ann Arbor, MI, 1983.

### Bücher
- Genetic Algorithms in Search, Optimization, and Machine Learning. Addison-Wesley, 1989
- Life Skills and Leadership for Engineers. McGraw Hill, 1995
- The Design of innovation: Lessons from and for competent genetic algorithms. Kluwer Academic Publishers, 2002.
- The entrepreneurial engineer. Wiley, 2006.